# Club athlétique de Saint-Étienne Loire sud rugby
Ne doit pas être confondu avec le Rugby Club Saint-Étienne, club créé en 2016.
 (juin 2010).
Si vous disposez d'ouvrages ou d'articles de référence ou si vous connaissez des sites web de qualité traitant du thème abordé ici, merci de compléter l'article en donnant les références utiles à sa vérifiabilité et en les liant à la section « Notes et références ».
Maillots
Le Club athlétique de Saint-Étienne Loire sud rugby est un club français de rugby à XV basé à Saint-Étienne, faisant partie du club omnisports Club athlétique de Saint-Étienne.
Le club disparaît après la saison 2015-2016, après avoir fait l'objet d'une liquidation judiciaire.

## Histoire

### Débuts du rugby à Saint-Étienne
La première mention de la pratique du rugby dans la ville à Saint-Étienne date du 2 avril 1898, dans un article de presse de Lyon sport : elle concerne le Football Club stéphanois, club disparu en 1901.
Après la disparition de ce premier club, on assiste à l'émergence de nombreux « héritiers » : entre autres, le Rugby Club stéphanois de 1901 à 1905, le Sporting Club stéphanois de 1903 à 1907, le Racing Club stéphanois, le Racing Club forézien, le Stade forézien universitaire, l'Union Football Club de Saint-Etienne de 1908 à 1911.

### Une lente émergence du club
Plus particulièrement, le Stade forézien est créé en 1908. Le club est alors l'une des nombreuses équipes de rugby de la région stéphanoise, à une époque où il s'agit du sport collectif dominant de la ville (le premier club de football voit le jour en 1906).
Le Stade forézien et le Racing Club stéphanois s'unissent le 7 septembre 1910 et prennent alors le nom de Racing Club forézien.
Devant plusieurs points de discorde, plusieurs anciens membres du Stade forézien reprennent leur indépendance et font revivre le Stade forézien, plus exactement sous le nom de Stade forézien universitaire, nom qu'il gardera jusqu'en 1948.
La Première Guerre mondiale a de fortes répercussions sur le rugby local : le Stade forézien est ainsi le seul à survivre au conflit. Le club a alors pour président William Hunt, le consul des États-Unis en poste à Saint-Étienne. Les magasins Casino, sous l'impulsion de Pierre Guichard, décident de soutenir la constitution d'une grosse équipe de rugby stéphanoise, mais c'est un échec : le club de Saint-Étienne végète et retrouve les séries régionales.
Dans les années 1960, le club connaît de nombreuses difficultés, mais une nouvelle orientation permet de développer le club avec la création d'une école de rugby, une équipe cadette et une équipe seniors en 1969. En 1975, à la demande de la municipalité stéphanoise, le Stade forézien entre dans la structure multisport du CASE. Dans les années 80-90, les résultats ne sont pas au rendez-vous et le nombre de licenciés baisse, au point que le club doit mettre en sommeil son équipe senior pour la saison 1991-1992. Mais dès 1992, sous l'impulsion de l'équipe dirigeante, le club est relancé avec une restructuration de l'école de rugby et de l'équipe senior au plus bas des échelons du championnat régional (comité du Lyonnais). Cette refonte du club permet de faire monter l'équipe première très rapidement, à raison d'un échelon tous les deux ans en moyenne. En 2003 le club fusionne avec le club de voisin du SEMUR XV sous le nom de CASE Loire sud rugby. L’équipe accède en 2004 à la Fédérale 3, puis en 2007 à la Fédérale 2.

### 2008-2010: de la Fédérale 2 à la Pro D2 en deux ans
Lors de la saison 2008-2009, le CASE finit à la 13e place nationale en Fédérale 2, les 12 premiers accédant à la Fédérale 1. Mais le club de Lombez Samatan refuse courant juin l'accession à la division supérieure. Le CASE est donc repêché début juillet et évolue pour la première fois de son histoire en fédérale 1, le plus haut niveau du rugby amateur français.
Pour cette première saison en Fédérale 1, le club change de statut avec la création d'une SASP. 
La saison pour les Stéphanois débute par deux rencontres à l'extérieur, chez deux promus. Le 20 septembre 2009, le CASE joue et gagne son premier match en Fédérale 1 : une victoire sans appel 27-0 sur le terrain de l'Étoile sportive montilienne. Les Stéphanois récidivent une semaine plus tard avec deux victoires à l'extérieur en deux rencontres. Signe de l'engouement populaire, le 7 novembre 2009, le CASE décide de recevoir l'AS Béziers au Stade Roger-Baudras d'Andrézieux-Bouthéon. Pour l'occasion, le stade est plein (avec environ 3 000 spectateurs) et les caméras d'Eurosport retransmettent en direct la rencontre, une première pour un match de Fédérale 1

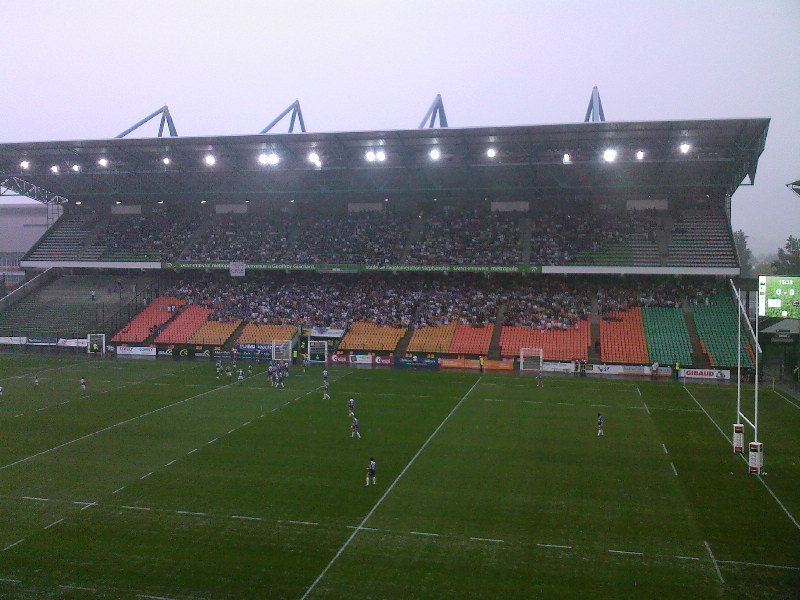
La demi-finale aller du trophée Jean-Prat 2010 se dispute au stade Geoffroy-Guichard.

Le club stéphanois termine quatrième de la première phase (35 points, 8 victoires, 6 défaites) et se qualifie de justesse pour le trophée Jean Prat. Ils sont versés dans la poule 6 où ils montent en puissance en terminant second, derrière l'US Tyrosse (17 points, 4 victoires, 2 défaites). Ce résultat les qualifie pour la phase finale où ils s'imposent d'abord lors du match de barrage contre Nice 19-18, grâce à un drop d'Alexandre Péclier à la dernière minute. Le CASE enchaîne avec une double victoire en quart-de-finale sur le RC Chalon, un des favoris de la compétition : 12-3 à Saint-Étienne puis 24-20 à Chalon-sur-Saône. Les Chalonnais perdent alors leur premier match de la saison sur leur pelouse.
Face à l'engouement populaire, Saint-Étienne Métropole permet au club de disputer la manche aller de la demi-finale contre Bourg-en-Bresse au stade Geoffroy-Guichard. Le match, remporté 23-22 par le CASE, devient la plus grosse affluence de l'histoire pour un match de Fédérale ou Pro D2. Au match retour, les Stéphanois l'emportent 19-16, se qualifiant ainsi pour la finale et permettant au club de disputer la Pro D2 la saison suivante, pour la première fois de son histoire. Le club stéphanois accède ainsi pour la première fois au monde professionnel. Avec la montée en Pro D2, le club inaugure un centre de formation en partenariat avec cinq lycées stéphanois. Pour la finale de Fédérale 1, le CASE s'incline 16 à 3 contre Carcassonne.
Le 28 août 2010, le CASE commence sa première saison en Pro-D2 par une défaite à Albi (45-19) et enchaîne par une première défaite à domicile (7-47) face à l'US Oyonnax. Lors du troisième match, le CASE tient sa première victoire en Pro-D2 en s'imposant 24-15 à l'extérieur face au RC Narbonne puis, également à l'extérieur, fait match nul (23-23) lors de la cinquième journée face au Colomiers Rugby. Mais le CASE enchaîne ensuite les défaites, à l'extérieur comme à domicile (jouant trois fois au stade Geoffroy-Guichard), finissant ainsi bon dernier du classement (avec la victoire et le nul acquis en début de saison, pour 28 défaites).
Pour la saison 2015-2016, avec 7 victoires et 11 défaites, le CASE termine à 8e place de la poule 3 lui permettant de se maintenir pour la saison suivante en Fédérale 2.

### 2016: disparition du club
Le 5 août 2016, avant le lancement de la saison 2016-2017, le président Christian Tibayrenc officialise le dépôt du bilan de la section rugby du CA Saint-Étienne, en conséquence de difficultés financières, qui sera suivi d'une liquidation judiciaire.
Afin de pérenniser la pratique du rugby à Saint-Étienne et d'y conserver l'existence d'une école de rugby, un nouveau club est créé : le Rugby Club Saint-Étienne voit ainsi le jour au mois de septembre. La création est officiellement reconnue par la Fédération française de rugby en tant que nouveau club lors du comité directeur du 9 septembre 2016.

## Identité visuelle

### Logo

Évolution du logo
Ancien logo abandonné en 2012.
Logo de 2012 à 2016.

## Palmarès
- Championnat de France de 1re division fédérale :
  - Vice-champion : 2010
- Champion du Lyonnais Honneur :
  - Champion : 2004
- Champion du Lyonnais Promotion d'honneur :
  - Champion : 2003
- Champion du Lyonnais de 1re série :
  - Champion : 2000
- Champion du Lyonnais de 3e série :
  - Champion : 1974, 1979

## Joueurs célèbres
- Inoke Afeaki (2009-2011)
- Philippe Gimbert (années 80-90)
- Alexandre Péclier (2009-2011)
- Lucas Pointud (2011-2012)
- Ludovic Mercier (2011-2013)
- Cristian Petre (2010-2012)
- Mihăiță Lazăr (2009-2010)
- Irakli Machkhaneli (2009-2010, 2011-2012)
- Juan Murré (2011-2012)